# 資訊詢問
資訊詢問（request for information）是一項議事程序，旨在提供與會者詢問議案內容之機會，通常用於詢問與議案直接或間接相關的背景資料，屬於程序動議的一種。根據《羅伯特議事規則》，資訊詢問毋需附議，不可以討論、重提、修正，也毋需表決，由主席自行裁定是否回答問題；在位階上，資訊詢問特權優先，毋需經過主席排定發言次序即可提問。
資訊詢問與會議詢問不同，後者用於解答與會者對議事規範的問題。資訊詢問可以用於提醒另一名與會者議案中的爭議之處，或揭穿提案者的意圖，但都必須在議事秩序之下。
《梅森立法程序準則》註記：「如果與會者想要問其他人問題，就必須透過主席。直接向其他與會者發問是極失禮，且會遭到懲罰的行為……如果回覆無法滿足提問者的問題，才能允許某些特定的與會者回答她或他的額外問題。」